# Историята на Артур
Артур е много разпространено уелско мъжко име. Етимологията му е оспорвана, но популярността му произлиза от името на легендарния герой крал Артур.
Умалителни форми на името включват Art и Artie . Често срещан вариант на правопис, използван в много славянски, романски и германски езици, е Артур . На испански и италиански е Артуро .

## Етимология
Най-ранното свидетелство за името Артур е в уелско-латински текст Historia Brittonum от началото на 9-и век, където се отнася за британски генерал от около 5 – 6 век, който се бие срещу нахлуващите саксонци и който по-късно дава началото на известния крал Артур от средновековната легенда и литература. Възможно по-ранно споменаване на същия човек може да се намери в епичната уелска поема Y Gododdin от Анейрин, която някои учени приписват на края на 6-и век, въпреки че това все още е въпрос на дебат и поемата оцелява само в края на 13-и век. ръкопис, озаглавен Книгата на Анейрин. Бретонски земевладелец от 9-и век на име Артур е свидетел на няколко харти, събрани в картуляра на Редон .
Ирландците заимстват името в края на 6-и век (от ранна архаична уелска или кумбрическа форма Артур), произвеждайки староирландски Артур (латинизиран като Артурий от Адомнан в неговия Живот на Св. Колумба, написан около 697 – 700 г.), Най-ранният исторически засвидетелстван носител на името е син или внук на Áedán mac Gabráin (починал през 609 г.).
Точният произход на името Артур остава въпрос на дебат. Най-широко приетата етимология го извлича от римския номен gentile (фамилно име) Artorius . Арториус е с неясна и оспорвана етимология, но вероятно е от месапски или етруски произход. Според лингвиста и келтик Стефан Цимер е възможно Арториус да има келтски произход, като е латинизация на хипотетичното име *Artorījos, получено от патронима *Arto-rīg-ios, което означава „Син на мечката/Войн-крал ". *Arto-rīg-ios не е засвидетелствано, но коренът, *arto-rīg, „мечка/воин-крал“, е източникът на староирландското лично име Artrí, докато подобното *Arto-maglos, „принц-мечка“, произведе имена на няколко британски езика. Според етимологията на Цимер, келтската къса композиционна гласна -o- е била удължена, а дългата -ī- във втория елемент на състава -rījos е била съкратена от говорещите на латински език, под влиянието на латински агенти съществителни, завършващи на -tōr (и техните производни в -tōrius). Някои учени отбелязват, че името на легендарния крал Артур се появява само като Артур, Артур или Артур в ранните латински текстове на Артур, никога като Артурий (въпреки че класическият латински Артурий става Артурий в някои вулгарни латински диалекти). Това обаче може да не говори нищо за произхода на името Артур, тъй като Арториус редовно става Art(h)ur, когато се заема на уелски .
Често предлаганото извеждане от уелски arth „мечка“ + (g)wr „човек“ (по-рано *Arto-uiros на Бритон) не е възможно поради фонологични и ортографски причини; по-специално, че едно бритонско съставно име *Arto-uiros трябва да произвежда староуелски *Artgur (където -u- представлява кратката гласна /u/) и средно/модерно уелско *Arthwr, а не Arthur (където -u- е дълга гласна /ʉː /) в уелски поезия на името винаги е изписано Артур и е римуван изключително с думи, завършващи на -ur -Никога думи, завършващи на -W--which потвърждава, че вторият елемент не може да бъде [г] WR „човек“).
Една алтернативна теория, която е получила само ограничено приемане сред учените, извлича името Артур от латинското Arcturus (най-ярката звезда в съзвездието Boötes, близо до Ursa майор или Голямата мечка), която е latinisation на гръцката Ἀρκτοῦρος (Arktouros) и средства Bear пазител от ἄρκτος (Arktos „носят“) и οὖρος (ouros „наблюдател / настойник“). Тази форма Арктур би се превърнала в Art(h)ur, когато беше заета на уелски език, а яркостта и позицията му в небето накараха хората да го смятат за „пазител на мечката“ и „водач“ на другите звезди в Boötes.

### Крале и принеси

#### Легенди
- Крал Артур, крал на Великобритания в легендата за Артур

#### Бретан
- Артур I, херцог на Бретан (1187 – 1203), убит от чичо си крал Джон Лакланд
- Артур II, херцог на Бретан (1261 – 1312)
- Артур III, херцог на Бретан (1393 – 1458)

#### Великобритания
- Артур, принц на Уелс (1486 – 1502), по-голям син на Хенри VII от Англия  Принц Артур, херцог на Конах и Стратхърн (1850 – 1942), седмо дете и трети син на кралица Виктория Принц Артур от Конах (1883 – 1938), син на принц Артур, херцог на Конахт и Стратхърн.

### Известни хора
- Артур или Артър Мело (роден 1996 г.), бразилски футболист
- Артър „Мъж“ Ейджи младши, бивш американски баскетболист от гимназията в Чикаго
- Артър Ахмед (роден 1970 г.), ганайски политик Артър Александър (1940 – 1993), американски соул певец и автор на песни
- Артър Аш (1943 – 1993), американски тенисист
- Артър Аски (1900 – 1982), английски комик
- Артур Авейде (1838 – 1863), полски комисар на Августовско войводство по време на Януарското въстание
- Артър Балфур (1848 – 1930), граф на Балфур, британски политик и министър-председател при Едуард VII
- Арт Балтазар (роден 1968 г.), писател на комикси и илюстратор за DC Super Pets
- Артър Харолд Бийл (1896 – 1992), създател на Nitt Witt Ridge
- Артър Блок (1882 – 1974), английски първи административен ръководител на Технион – Израелския технологичен институт
- Артър Блутентал (1891 – 1918), играч на американски футбол Артър Брадфийлд (1892 – 1978), английски играч на крикет
- Артър Брамли (1929 – 2021), английски футболист
- Артър Бремер (роден през 1950 г.), американски опит за убиец на Джордж Уолъс Арт Карни (1918 – 2003), американски актьор
- Артър Кейли (1822 – 1895), британски математик
- Сър Артър К. Кларк (1917 – 2008), британски писател
- Сър Артър Конан Дойл (1859 – 1930), британски писател
- Артър Конли (1946 – 2003), американски соул певец
- Генерал сър Артър Къри (1875 – 1933), старши офицер от канадската армия по време на Първата световна война
- Артър Дарвил (роден 1982 г.), британски актьор и музикант
- Артър Марселес де Силва (1879 – 1957), сингалски хирург от Шри Ланка, първият Шри Ланка, получил стипендия в Кралския колеж на хирурзите на Англия
- Сър Артър Единингтън (1882 – 1944), британски астрофизик
- Сър Артър Евънс (1851 – 1941), британски археолог
- Артър Фенър (1745 – 1805), четвъртият губернатор на Роуд Айлънд
- Артър Фроммър (роден през 1929 г.), американски пътеписец и издател
- Артър Бърдет Фрост (1851 – 1928), американски илюстратор, график, художник и писател на комикси.
- Артър Дж. Галахър, основател на Arthur J. Gallagher & Co.
- Арт Гарфънкел (роден през 1941 г.), американски артист
- Артър Гатер (1940 – 1990), немски сериен убиец
- Граф Артур Гобино (1816 – 1882), френски полемист и политически и исторически писател
- Артър Годфри (1903 – 1983), американска радио и телевизионна личност
- Артър Голдбърг (1908 – 1990), американски политик и съдия
- Артур Грайзер (1897 – 1946), немски нацистки SS офицер, екзекутиран за военни престъпления
- Артър Гинес (1725 – 1803), ирландски пивовар
- Артър Хейли (1920 – 2004), британски писател Артър Харви (значения)
- Артър Лорънс Хелиър младши (1923 – 2018), американски радиоводещ
- Арт Хейман (1941 – 2012), американски баскетболист от НБА
- Артър Холдън (роден 1959 г.), канадски гласов актьор Артър Хонегер (1892 – 1955), швейцарски композитор
- Артър Джеймс Джонс (1809 – 1871), английски съдия
- Артър Дж. Джоунс (роден през 1948 г.), американски неонацистки политик
- Артър Кьостлер (1905 – 1983), британски писател
- Артър Лафър (роден през 1940 г.), американски икономист Артър Лий (1945 – 2006), американски музикант
- Артур Либехеншел (1901 – 1948), немски комендант в концентрационните лагери Аушвиц и Майданек, екзекутиран за военни престъпления
- Арт Линклетър (1912 – 2010), роден в Канада американски радио и телевизионна личност
- Артър Лавридж (1891 – 1980), британски херпетолог
- Артър Лидиард (1917 – 2004), новозеландски бегач и треньор по лека атлетика
- Артър Макартър-младши (1845 – 1912), американски войник
- Артър „Харпо“ Маркс (1888 – 1964), американски комик и музикант
- Артър Мейхен (1874 – 1960), канадски министър-председател през 20-те години
- Артър Майли (роден 1993 г.), американски футболист
- Артър Милър (1915 – 2005), американски драматург
- Артър О'Шонеси (1844 – 1881), британски поет и херпетолог
- Артър Утър Пендрагон (роден през 1954 г.), британски лидер на неодруидите Арт Потър (1909 – 1998), канадски администратор по хокей на лед
- Артър Присок (1924 – 1997), американски джаз и R&B певец
- Сър Артър Годуин Ранасингхе, държавен служител на Шри Ланка синхала, управител на Централната банка на Шри Ланка от 1954 – 1959 г.
- Артур Рембо (1854 – 1891), френски поет Артур Рьодл (1898 – 1945), германски нацистки SS комендант на концентрационния лагер Грос-Розен.
- Артър Дж. Самбърг (1941 – 2020), американски бизнесмен
- Артър Скаргил (роден през 1938 г.), лидер на британския профсъюз на миньори
- Артър М. Шлезингър младши (1917 – 2007), американски историк
- Артур Мориц Шьонфлис (1853 – 1928), немски математик
- Артур Шопенхауер (1788 – 1860), немски философ
- Артур Зейс-Инкварт (1892 – 1946), австрийски нацистки политик
- Артур „Бъди“ Шумахер (1916 – 1925), момче, което е намерено убито през 1925 г.
- Арт Шамски (роден през 1941 г.), бейзболен играч от Висшата американска лига и мениджър на Израелската бейзболна лига
- Артър Шоукрос (1945 – 2008), американски канибалист сериен убиец и изнасилвач
- Сър Артър Съливан (1842 – 1900), английски композитор, сътрудничил с либретиста У. С. Гилбърт
- Артър Трейси (1899 – 1997), американски певец и актьор
- Артър Трейчър (1894 – 1975), английски актьор
- Артър Ванденберг (1884 – 1951), американски политик
- Сър Артър Уелсли (1769 – 1852), херцог на Уелингтън; военен командир, победил Наполеон при Ватерло; Британският министър-председател 1828 – 1830 г. и за кратко през 1834 г
- Артър Виевардена (1887 – 1964), главен съдия на Шри Ланка от 1949 – 1950 г.
- Артър А. Уилсън, англо-индийски кинематографист.